# 바실리어트
바실리어트(Vasilriot)는 어트가 개발하여 공개한 프리웨어, 무료 소프트웨어로, 비주얼 노벨을 쉽게 만들 수 있게 해 주는 게임 엔진이다. 동인 게임 제작팀인 팀 바실리스크의 게임을 만들기 위해 제작되었기에 '바실리스크'와 개발자 '어트'의 이름을 합쳐서 '바실리어트'로 명명되었다. 현재 프리웨어로 공개되어 있어, 누구나 이를 이용하여 게임을 제작할 수 있다. 현재 바실리어트의 개발은 중단된 상태이며 제작자 어트는 바실리어트2.0(가제)의 개발에 전념하겠다고 밝혔다.

## 특징
- 지원하는 그래픽 포맷: PNG, TGA, JPG, BMP, DDS
- 지원하는 음악 포맷: WAV, MP3, OGG(코덱 필요)
- 지원하는 동영상 포맷: AVI, WMV(코덱 필요)
- 한글로 된 스크립트 명령어
- 3D 하드웨어 가속 지원
- 입자 효과 지원
- 알파블렌딩 및 이미지 확대/축소/회전/이동 지원
- 2D 기반 카메라 제어 기능
- 사용자 명령어 편집 기능

## 게임
- 팀 바실리스크
  - 절망희 전야(前夜)
  - 절망희 1부 ~Lost Arcadia~
  - 마루네 이야기
- 엔드리스코드
  - 해피스쿨 예고편
- 나뚜르
  - 크로세인더스 1부
- 아사나래
  - 하울링 드림
- 포르테소프트(ForteSoft)
  - 클로버(Clover)
- 개인/기타
  - 인테르메디오 라르기시모
  - 더블 트러블
  - U Don't Know Me
  - Tablua: the werewolves in the village
  - Clannad ~Tomoya After~